# Navassarde
Navassarde (em armênio: նաւասարդ; romaniz.: Nawasard) é o primeiro mês do calendário armênio. 

## Nome
O termo Navassarde (նաւասարդ, Nawasard) deriva do parta Navassarde (*navasārd), que por sua vez derivou do persa antigo Navasarda (*nava-sārda) e avéstico narva, "novo" e saraδ, "ano".

## História
Navassarde é o primeiro mês do calendário armênio e iraniano. Possui 30 dias, começando em 11 de agosto e terminando em 9 de setembro. Quando a Armênia ainda era pagã, seu primeiro dia, equivalente ao Ano-Novo, era dedicado ao deus Aramasde, o equivalente local de Aúra-Masda. Após a Cristianização da Armênia, foi instituído por Gregório, o Iluminador e Tiridates III (r. 298–330) uma celebração nesse dia para João Batista em Bagarana, uma das capitais do reino. Segundo Fausto, o Bizantino, no Navassarde de 359, o príncipe Genelo foi executado sob ordens de seu tio, o rei Ársaces II (r. 350–368), em decorrência das maquinações de Tirito, seu primo.